# Apoteket Lejonet, Stockholm

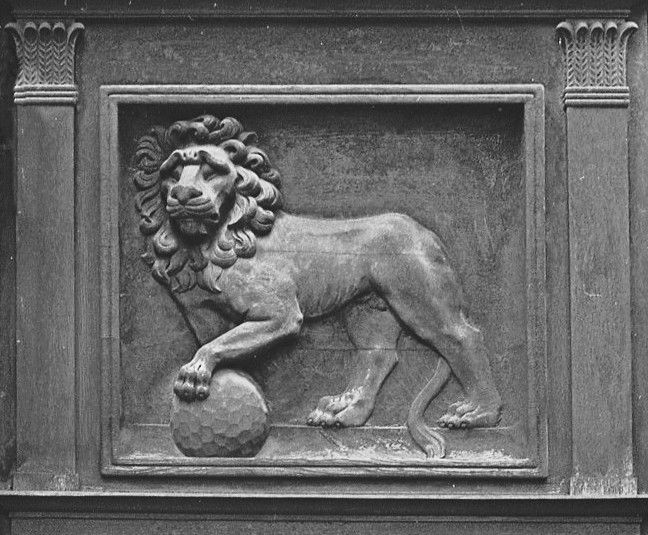
Hovapoteket Lejonets emblem snarlikt Slottslejonen, Sidenhuset 1965.

Apoteket Lejonet var Sveriges första apotek för allmänheten som under namnet ”Slottsapotek” inrättades 1575 av apotekaren Anthonius Busenius vid Stortorget i Gamla stan i Stockholm. Dessförinnan fanns sedan 1552 ett apotek i Kungliga slottet som dock inte var tillgängligt för allmänheten. Lejonet flyttades ett flertal gånger bland annat till Gustaf Adolfs torg,  Norrmalmstorg och Sidenhuset vid Hamngatan. Sista adressen var i Sparbankshuset där det stängde för gott år 2013.

## Historik

### Slottsapoteket
Den 21 mars 1575 fick apotekaren Anthonius Busenius tillstånd av kung Johan III att hålla ett ”öppet apotek i staden”. Där fick han sälja de medikament till allmänheten, som kungahuset inte behövde. Busenius inrättade då ett apotek, kallat ”Slottsapotek” vid Stortorget i Gamla stan. Samma år fick en annan apotekare, Simon Walden, också tillstånd att öppna ett apotek vid Stortorget. Det är dock oviss om Waldens apotek kom till stånd eller om det drivits någon längre tid. Tydligen hade Sveriges första  offentliga apotek ganska snart flyttats tillbaka till slottet eftersom enbart Busenius’ slottsapotek omnämns under de påföljande 50 åren. 
År 1625 fick apotekaren Philip Magnus Schmidt (1596-1652) från Thüringen tillstånd att åter etablera ett offentligt apotek vid Stortorget. Han hade 1623 inkallats till Sverige av drottningen Maria Eleonora att bli föreståndare för apoteket i slottet medan den ordinarie hovapotekaren, Casper König (1586-1646, adlad Lilliecrona 1637), följde med Gustav II Adolf till krigsfälten i Tyskland. Apoteket hette fortfarande ”Slottsapotek” och låg i en av byggnaderna i kvarteret Aesculapius. I samma kvarter och i Slottsapotekets tidigare lokaler öppnade apotekaren Jürgen Brandt 1678 Apoteket Korpen.

### Apoteket Lejonet

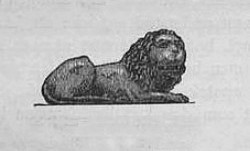
Apoteket Lejonets gamla skylt, ett liggande lejon.

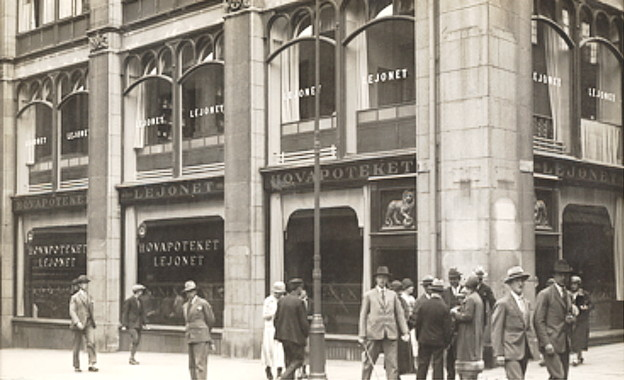
Hovapoteket Lejonet på 1930-talet.

Nästa ägare blev Robert Daniel den äldre (1629-1692) som utnämndes till hovapotekare i maj 1662. Apoteket, som då fortfarande hette ”Slottsapotek”, smyckades med en skylt visande ett liggande lejon, vilket ledde till apoteksnamnet Lejonet. Lejonet hade symbolisk betydelse  hos många gamla kulturfolk, även i kristendomen. Som läkemedel har använts lejonets hjärta (Cor leonis) mot bland annat epilepsi, blod (Sanguis leonis), fett (Axungia leonis) samt exkrementer (Stercus leonis).
Verksamheten hade då flyttat till hörnet nuvarande Regeringsgatan och Gustaf Adolfs torg. Anledning för flytten från Stadsholmen var att kunna försörja den snabb växande befolkningen i den nyanlagda Norra förstaden med medicin. Mellan 1693 och 1710 ledde sonen, Robert Daniel den yngre (1666-1710) Lejonet. På 1710-talet hörde Apoteket Lejonet, tillsammans med bland andra Apoteket Enhörningen och Apoteket Korpen, till stadens så kallade pestapotek, vilka stod för försäljning av medicin till pestsjuka. 
Apoteket drevs därefter av ett stort antal olika apotekare, bland dem Johan Ulrik Wertmüller, som drev apoteket 1730-1780, Johan Svedmark drev det från 1798 fram till sin död 1805 då hustrun Johanna Svedmark (född Törl) drev det vidare till 1812. Därefter Carl Ulrik Sprinchorn (1787-1841), som ägde Lejonet 1812-1841 och även ledde Hovapoteket på Drottningholm från 1830. Hans son, Carl Sprinchorn, var elev på apoteket Lejonet och tog sedan över  verksamheten 1841 som han innehade till 1865.

### Lejonets vidare öden
Den apotekare som ansvarade för Lejonet under den längsta perioden var Carl Wilhelm Sebardt (1841-1918). Även han tjänstgjorde som elev på apoteket innan han den 1 oktober 1865 inköpte det och skulle leda det i hela 53 år. Under Sebardts tid flyttade apoteket från Regeringsgatan 8 till Blasieholmstorg 11 där det fanns mellan 1901 och 1903. År 1904 etablerade Sebardt sitt hovapotek vid Norrmalmstorg 4. Här bodde han även fram till sin död i december 1918. 
År 1919 låg Lejonet vid Jakobs torg 3 och 1926 flyttades verksamheten under namnet Hovapoteket Lejonet till Hamngatspalatset i hörnan Hamngatan / Regeringsgatan. Här fanns Lejonet fram till 1965-66. År 1967 inrättades Lejonet i lokaler vid Regeringsgatan 45-47, i avvaktan på Norrmalmsregleringens förändringar i Stockholms city. Strax därefter revs Hamngatspalatset. På platsen finns sedan 1975 Sparbankshuset där även Lejonet inrymdes fram till 2013. Sedan dess existerar inget apotek Lejonet längre i Stockholm.

## Bilder

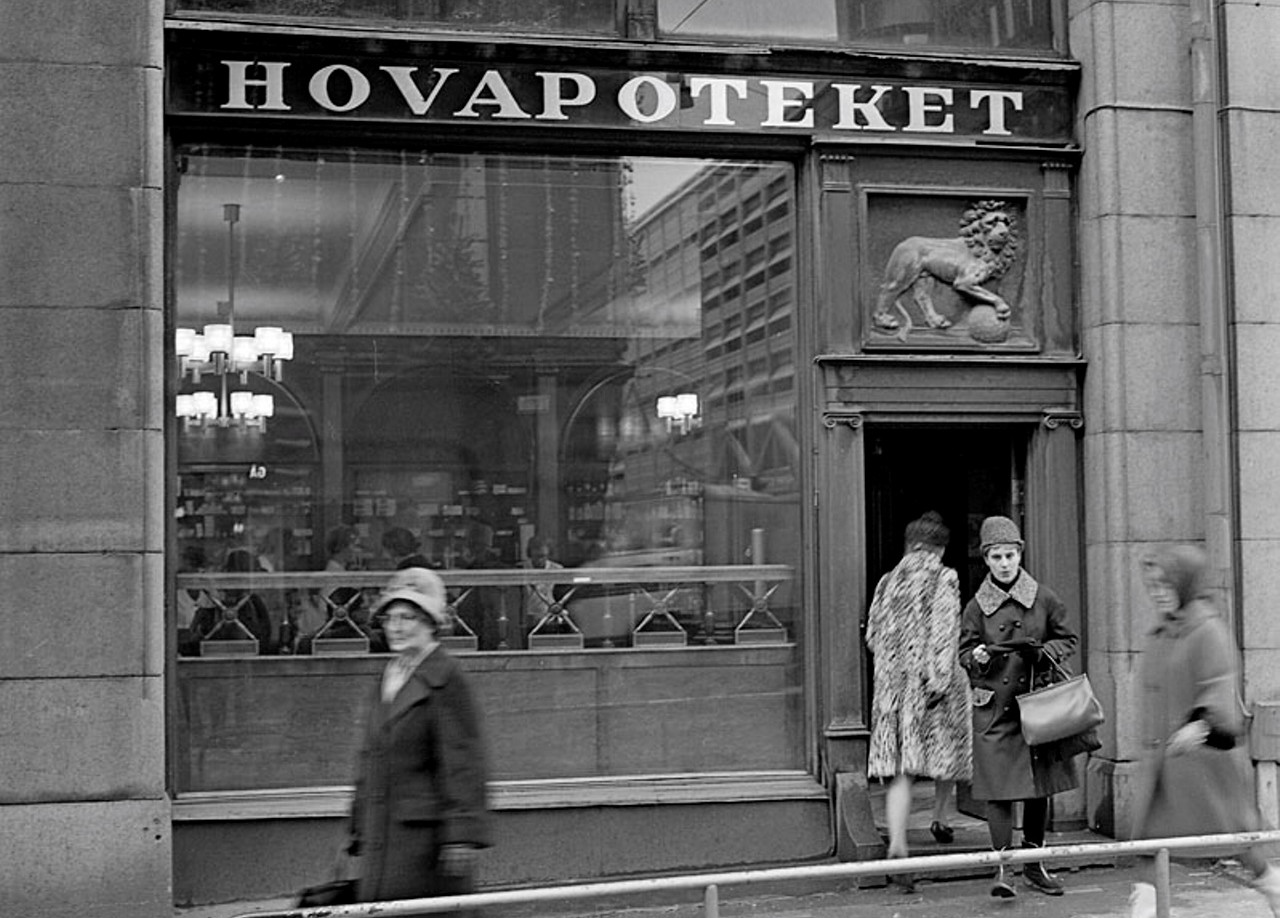
Lejonet i Sidenhuset 1965
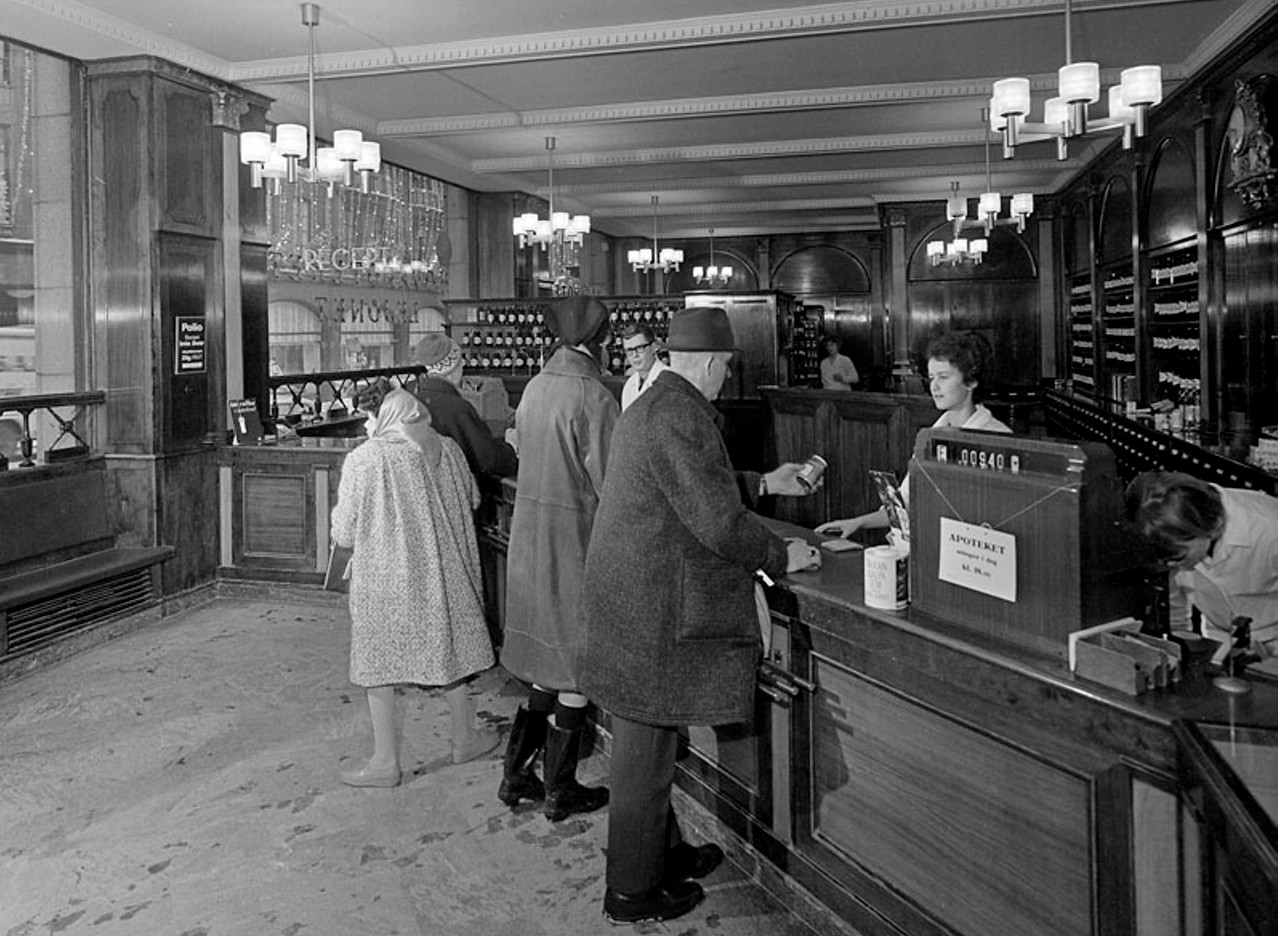
Lejonet i Sidenhuset 1965
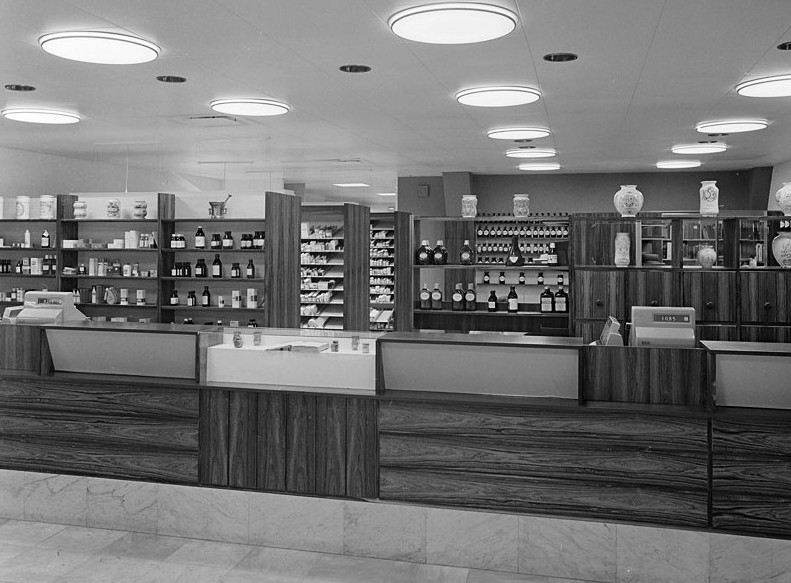
Lejonet på Regeringsgatan 1967
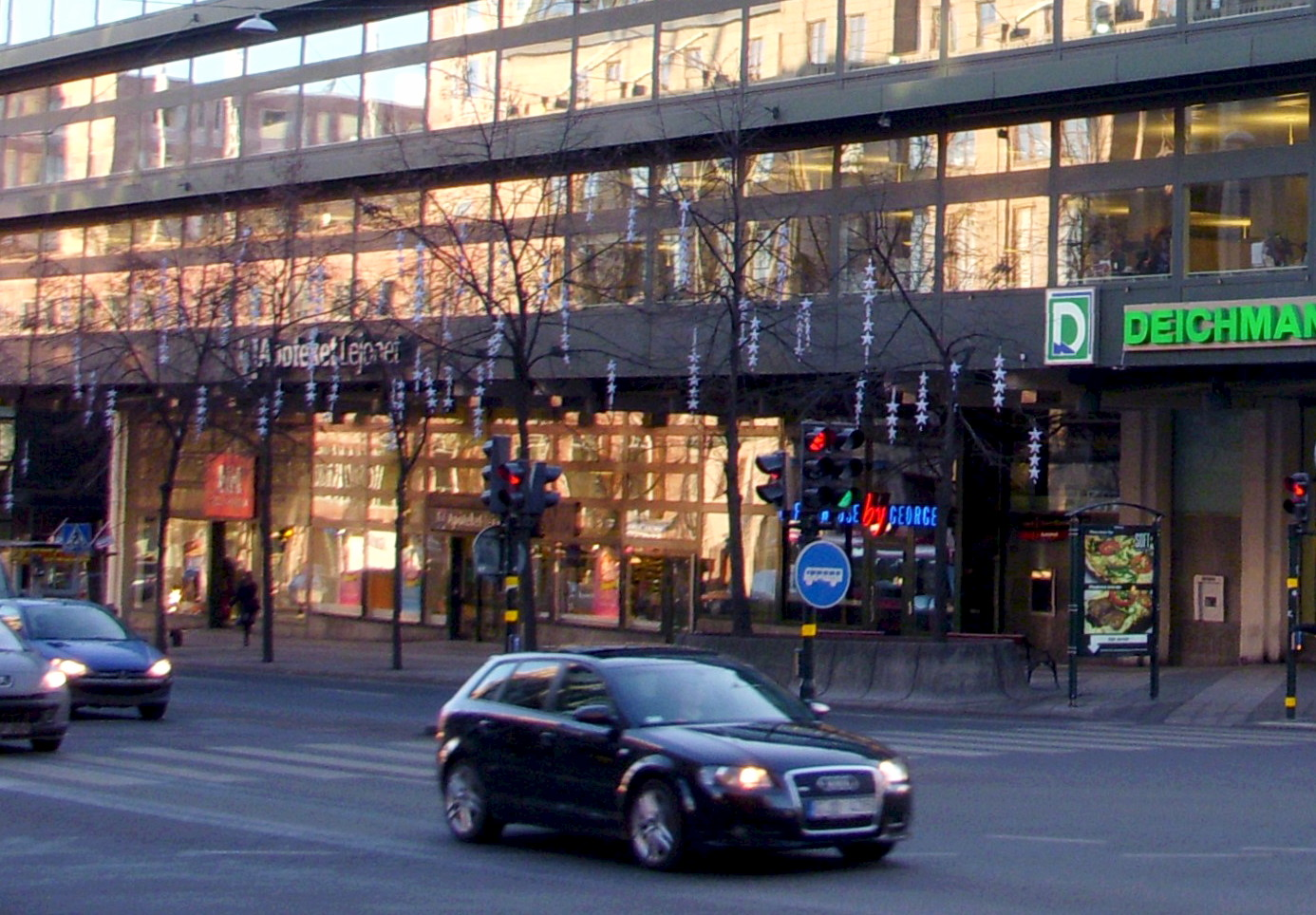
Lejonet i Sparbankshuset 2009